# Smyčková příze

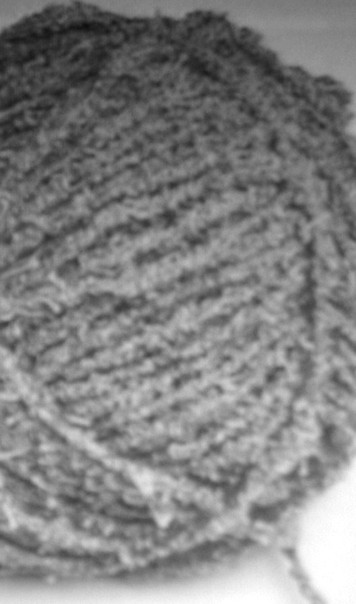
Froté příze 370 tex na ruční pletení

Smyčková příze je efektní skaná příze, na které odstávají od základní niti v určitých intervalech smyčky různého tvaru, velikosti a hustoty.
Příze se vyrábí na efektních skacích strojích, kde se k základní hladké niti přidává nit smyčková podávaná s přerušovaně zvýšenou rychlostí. V české odborné literatuře se smyčkové příze obvykle dělí na froté, loop a střapcové.
Jako smyčkové příze se označují také filamenty tvarované technologií knit-de-knit (pletenina z této příze se napaří, rozpárá a výsledná příze je pak trvale zkadeřená).  Tyto výrobky se nepočítají k efektním přízím.

## Froté příze

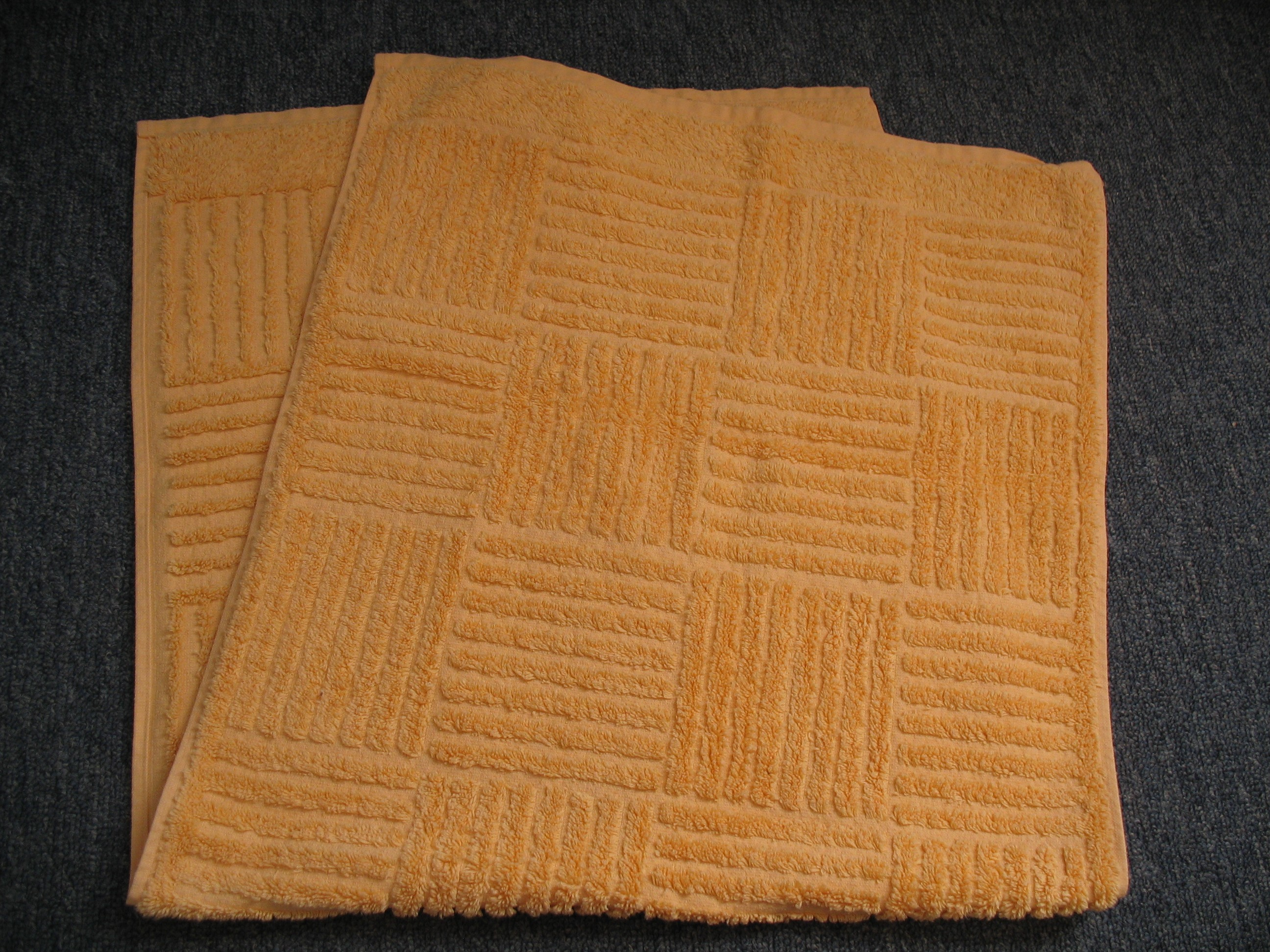
Tkané froté (z hladké příze)

(angl.: terry yarn, něm.: Frotteegarn) má poměrně malé, pravidelně rozmístěné smyčky. Příze se obvykle tká ze dvou základních a jedné efektní niti ve dvou pasážích. Ve druhé pasáži se doskáváním zákrutem opačného směru fixuje poloha efektních smyček.
Použití: Na ruční pletení a v menším rozsahu k výrobě vlněných nebo bavlněných tkanin na dámské pláště a šatovky.
U naprosté většiny plošných textilií nepochází smyčky od froté příze, ale tvoří se z hladkých nití různými speciálními technikami, např.
- u tkanin z nití druhé, vlasové osnovy
- u osnovních pletenin z útkových nití
- u všívaných textilií zvláštní tuftingovou technikou (buklé koberce)

## Loop
(z angl. smyčka) sestává zpravidla ze tří komponent. K hladké základní niti se zaskává smyčková (podávaná nejméně dvojnásobnou rychlostí) a poloha smyček se obvykle zpevňuje obeskáním fixační nití. Smyčky mohou odstávat od základní niti v jednom směru nebo ve dvou protilehlých řádcích.
Smyčkové niti mají mít nižší zákrut, nejdražší z nich jsou z mohérové příze, na některé druhy se zaskává i přást. Ke skaní se dají použít jak prstencové stroje tak i zařízení s dutým vřetenem. Příze se používají na ruční i strojní pleteniny, tkaniny, obzvlášť s mohérovými smyčkami se často počesávají. Známé jsou např. lehké přikrývky tkané z této smyčkové příze.

## Střapcová příze
Střapcová příze (angl.: snarl yarn, něm.: Fransengarn) se vyrábí podobným způsobem jako loop, střapce mohou být až 2 cm dlouhé, jako smyčková komponenta se musí použít tužší nit s vysokým zákrutem. Výrobky z této příze mají mít vzhled řídké střapaté kožešiny.
Příze se vyrábí i z velmi rozdílných materiálů. Hladká bavlněná a fixační nit se kombinuje např. se smyčkami z acetátové, vlněné nebo efektní příze s obsahem kovových vláken.